# Sociedad Deportiva Unión Club
La Sociedad Deportiva Unión Club de El Astillero (conocida simplemente como el Unión Club) es un equipo de fútbol de El Astillero, en Cantabria. El club es uno de los más antiguos de Cantabria, habiéndose fundado en 1922 como Sport La Planchada (el antiguo campo de juego era La Planchada); a pesar de ser precedido por otros clubes en El Astillero (como la Sportiva de El Astillero, de 1909, o el Astillero FC) es el único que se mantiene. Actualmente el equipo milita en la Segunda Regional de Cantabria. Tras varios años sin competir por falta de financiación e impagos, una nueva directiva formada por gente que reside en el mismo municipio, se hizo cargo de las deudas y volvió a sacar al equipo a competir en la temporada 2024/2025.

## Historia
- Temporadas en 1ª: 0
- Temporadas en 2ª: 0
- Temporadas en 2ªB: 0
- Temporadas en 3ª: 23 (1960-61, 1963-64 a 1966-67, 1971-72, 1974-75, 1980-81 a 1983-84, 1986-87 a 1989-90, 1991-92 a 1998-99)
- Temporadas en Regional Preferente: 17
- Temporadas en Primera Regional: 26
- Temporadas en Segunda Regional: 9

## Estadio
El estadio del Unión Club se llama Campos de Sport de Astillero - La Planchada y está ubicado en la avenida Chiclana en El Astillero (Cantabria). El terreno de juego es de hierba natural y sus dimensiones son 108 x 65 m. Al mismo tiempo, la tribuna del estadio tiene capacidad para 876 personas sentadas. Finalmente, los Campos de Sport La Planchada cuenta con un campo anexo de tierra dura cuyas dimensiones son 69 x 30 m.

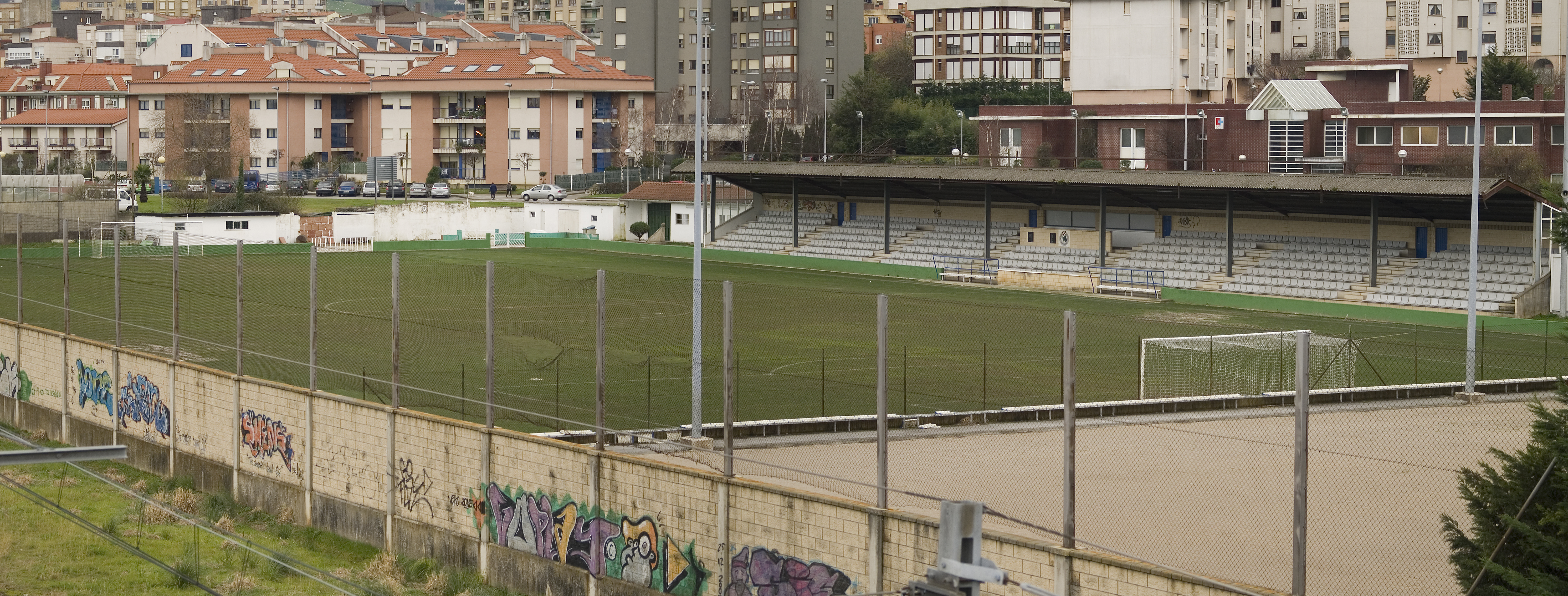
Campos de Sport La Planchada.

## Uniforme
- Primer uniforme: Camiseta verde y negra, pantalón negro y medias verdes.[3]
- Segundo uniforme: Camiseta blanca con estampado rojo y pantalón blanco.[3]

## Temporadas del Unión Club
Campañas del Unión Club desde 1946-47:
| Temporada | Categoría           | Puesto       | Notas                     |
| --------- | ------------------- | ------------ | ------------------------- |
| 1946-47   | Primera Regional    | 3º           |                           |
| 1947-48   | Primera Regional    | 3º           |                           |
| 1948-49   | Primera Regional    | 9º           |                           |
| 1949-50   | Primera Regional    | 7º           |                           |
| 1950-51   | Primera Regional    | 10º          |                           |
| 1951-52   | Primera Regional    |              |                           |
| 1952-53   | Primera Regional    | 8º           |                           |
| 1953-54   | Primera Regional    | 8º           |                           |
| 1954-55   | Primera Regional    | 5º           | campeón de Aficionados    |
| 1955-56   | Primera Regional    | 6º           | 5º en la fase regular     |
| 1956-57   | Primera Regional    |              |                           |
| 1957-58   | Primera Regional    | 2º           | juega la promoción a 3ª   |
| 1958-59   | Primera Regional    | 3º           |                           |
| 1959-60   | Primera Regional    | 1º           | ascenso                   |
| 1960-61   | Tercera             | 13º          | descenso                  |
| 1961-62   | Primera Regional    | 3º           |                           |
| 1962-63   | Primera Regional    | 1º           | ascenso                   |
| 1963-64   | Tercera             | 13º          |                           |
| 1964-65   | Tercera             | 3º           |                           |
| 1965-66   | Tercera             | 8º           |                           |
| 1966-67   | Tercera             | 14º          | descenso                  |
| 1967-68   | Primera Regional    | 3º (grupo 2) |                           |
| 1968-69   | Primera Regional    | 2º           |                           |
| 1969-70   | Primera Regional    |              |                           |
| 1970-71   | Primera Regional    | 1º           | ascenso                   |
| 1971-72   | Tercera             | 18º          | descenso                  |
| 1972-73   | Primera Regional    |              |                           |
| 1973-74   | Primera Regional    |              |                           |
| 1974-75   | Tercera             | 20º          | descenso                  |
| 1975-76   | Regional Preferente |              |                           |
| 1976-77   | Regional Preferente |              |                           |
| 1977-78   | Regional Preferente | 7º           |                           |
| 1978-79   | Regional Preferente | 7º           |                           |
| 1979-80   | Regional Preferente |              | ascenso                   |
| 1980-81   | Tercera             | 15º          |                           |
| 1981-82   | Tercera             | 16º          |                           |
| 1982-83   | Tercera             | 10º          |                           |
| 1983-84   | Tercera             | 19º          | descenso                  |
| 1984-85   | Regional Preferente | 1º           | Renuncia al ascenso       |
| 1985-86   | Regional Preferente | 1º           | ascenso                   |
| 1986-87   | Tercera             | 4º           |                           |
| 1987-88   | Tercera             | 1º           | renuncia al ascenso a 2ªB |
| 1988-89   | Tercera             | 6º           |                           |
| 1989-90   | Tercera             | 18º          | descenso                  |
| 1990-91   | Regional Preferente | 2º           | ascenso                   |
| 1991-92   | Tercera             | 12º          |                           |
| 1992-93   | Tercera             | 12º          |                           |
| 1993-94   | Tercera             | 9º           |                           |
| 1994-95   | Tercera             | 11º          |                           |
| 1995-96   | Tercera             | 17º          |                           |
| 1996-97   | Tercera             | 17º          |                           |
| 1997-98   | Tercera             | 11º          |                           |
| 1998-99   | Tercera             | 17º          | descenso                  |
| 1999-00   | Regional Preferente | 16º          | descenso                  |
| 2000-01   | Primera Regional    | 5º           |                           |
| 2001-02   | Primera Regional    | 2º (grupo B) | ascenso                   |
| 2002-03   | Regional Preferente | 5º           |                           |
| 2003-04   | Regional Preferente | 10º          |                           |
| 2004-05   | Regional Preferente | 12º          |                           |
| 2005-06   | Regional Preferente | 13º          |                           |
| 2006-07   | Regional Preferente | 18º          | descenso                  |
| 2007-08   | Primera Regional    | 5º           | ascenso                   |
| 2008-09   | Regional Preferente | 11º          |                           |
| 2009-10   | Regional Preferente | 13º          |                           |
| 2010-11   | Regional Preferente | 16º          | descenso                  |
| 2011-12   | Primera Regional    | 16º          | descenso                  |
| 2012-13   | Segunda Regional    | 5º           |                           |
| 2013-14   | Segunda Regional    | 1º           | ascenso                   |
| 2014-15   | Primera Regional    | 16º          | descenso                  |
| 2015-16   | Segunda Regional    | 17º          |                           |
| 2016-17   | Segunda Regional    | 9º           |                           |
| 2017-18   | Segunda Regional    | 9º           |                           |
| 2018-19   | Segunda Regional    | 4º           |                           |
| 2019-20   | Segunda Regional    | 8º           |                           |
| 2020-21   | Segunda Regional    | 14º          |                           |
| 2024-25   | Segunda Regional    | 7º           |                           |

## Jugadores famosos del Unión Club
- Fernando García Lorenzo (exjugador del Unión Club, Racing y Barcelona)
- Paco Gento (Juveniles)
- Toñín Gento
- José María Molleda Valverde (máximo goleador histórico y más partidos disputados)
- Johnny Cresta (juveniles)
- Alejandro Alonso Prieto
- David Ruiz Lucio